# Ormay Sándor
Ormay Sándor, született Kotászek Sándor Hugó Ferenc (Alsókubin (Árva vármegye), 1855. április 2. – Budapest, 1938. március 26.) állami főgimnáziumi tanár.

## Élete
Ormay (Kotászek) Ármin (1825–1882) és Rozsnyavszky Éva fia. Középiskoláit Selmecbányán (ahol apja gimnáziumi tanár volt) és Besztercebányán 1871-ben végezte. 1871-től 1874-ig a budapesti egyetemen természettudományokat tanult. 1874-ben a leíró természettudományokból, 1875-ben  természettanból nyert tanári oklevelet. 1874-ben a jászberényi főgimnáziumnál kezdte tanári működését. 1875-től 1890-ig rendes tanár volt a nagyszebeni állami főgimnáziumnál. 1890. június 21-én a beregszászi állami reáliskolához áthelyezték és az intézet vezetésével megbízták. 1891. augusztus 26-án rendes igazgatónak nevezték ki. 1895. szeptember 20-án saját kérésére az egri állami reáliskolához áthelyezték. Később a budapesti VIII. kerületi állami főgimnázium tanára.
Cikkei a jászberényi római katolikus főgimnázium Értesítőjében (1874. Az élet a természet háztartásában); a beregszászi áll. alreáliskola Értesítőjében (1891. A beregszászi áll. reáliskola keletkezése).
Felesége Rudnyánszky Etel volt.

## Munkái
- Az 1868. évi földrengés Jászberényben. Pest, 1875. (Mathem. és természettud. Közlemények XIII. 3.).
- Adatok Erdély bogárfaunájához. Nagy-Szeben, 1888.
- Újabb adatok Erdély bogárfaunájához. Budapest, 1890. (Ferenczy István tanártársával együtt. Latin és magyar czímmel és szöveggel).
- Gymnasiumi láz Beregszászon. A beregszászi középiskola kérdése iránt érdeklődőknek figyelmébe ajánlva. Beregszász, 1894.